# Lijst van voormalige ziekenhuizen in Nederland
Deze lijst van voormalige ziekenhuizen in Nederland is een overzicht van ziekenhuizen die in Nederland hebben bestaan. De meeste van deze instellingen zijn door fusies in de loop der jaren opgegaan in grotere ziekenhuisorganisaties.
Een aantal ziekenhuizen bevindt zich nog wel op de oorspronkelijke locatie, maar door diverse verbouwingen is daar van het oorspronkelijke ziekenhuis niet veel meer te herkennen. Voorbeelden hiervan zijn: het Onze Lieve Vrouwe Gasthuis in Amsterdam-Oost, het Westfriesgasthuis in Hoorn en het Diaconessenhuis in Meppel.

## Alkmaar
- Centraal Ziekenhuis
- Sint Elisabeth Ziekenhuis

## Almelo
- Prinses Irene Ziekenhuis (thans Preston Palace)
- Sint Elisabethziekenhuis
- Streekziekenhuis
- Twenteborg Ziekenhuis

## Almen
- P.W. Janssen Ziekenhuis

## Amersfoort
- Lichtenbergziekenhuis
- Elisabethziekenhuis

## Amsterdam
- Alexander van der Leeuw Kliniek
- Binnengasthuis
- Boerhaavekliniek
- Burgerziekenhuis
- Hervormd Diaconessenhuis, Overtoom
- Julianaziekenhuis (Amsterdam)
- Kostelooze Amsterdamsche Polikliniek, Singel
- Kliniek Knol, Roemer Visscherstraat 2-4
- Luthers Diaconessenhuis, Koninginneweg
- Noodziekenhuis Zeeburg
- Prinsengrachtziekenhuis
- Slotervaartziekenhuis, Louwesweg
- Spinoza kliniek
- Weesperpleinziekenhuis
- Wilhelmina Gasthuis
- Ziekenhuis Amsterdam-Noord

## Apeldoorn
- Sint Liduina ziekenhuis
- Julianaziekenhuis
- Lucas ziekenhuis

## Arnhem
- Diaconessenhuis (Arnhem)
- Sint Elisabeths Gasthuis
- Gemeentelijk ziekenhuis (Arnhem)
- Irene kinderziekenhuis

## Assen
- Wilhelminaziekenhuis

## Bergen op Zoom
- Algemeen Burger Gasthuis
- Militair Hospitaal (Bergen op Zoom)
- Lievensberg Ziekenhuis

## Bilthoven
- Berg en Bosch

## Boxtel
- Liduina Ziekenhuis

## Breda
- Amphia Ziekenhuis
- De Klokkenberg
- Diaconessenhuis
- Laurentiusziekenhuis
- Sint Ignatiusziekenhuis

## Bussum
- Majella Ziekenhuis

## Coevorden
- Aleida Kramer ziekenhuis (thans verpleeghuis), gefuseerd (1980) met het Röpcke-Zweers Ziekenhuis in Hardenberg.

## Culemborg
- Barbara ziekenhuis
- Beatrix ziekenhuis

## Delft
- Bethelziekenhuis
- Oude en Nieuwe Gasthuis
- Sint-Hippolytusziekenhuis

## Delfzijl
- Delfzichtziekenhuis

## Den Haag
- Bethlehemziekenhuis
- Ziekenhuis Nebo (1947-1972); later gefuseerd met Bronovo
- Ziekenhuis Zuidwal
- Rode Kruis ziekenhuis (oud)
- Juliana Kinderziekenhuis (oud)
- Westeinde ziekenhuis/Johannes de Deo (oud)
- Militair Hospitaal Den Haag
- Volharding/ Azivo ziekenhuis

## Den Helder
- Gemeentelijk ziekenhuis (1862-1924)
- Gemini Ziekenhuis (1982-2015, fusie)
- Lidwinaziekenhuis (1929-1982, fusie)
- Marine Hospitaal (1842-1940)
- Parkzicht (1965-1982, fusie)

## Deventer
- Fermerie (Muggenplein)
- Sint Jozefziekenhuis (Deventer) (Nieuwstraat)
- Sint Josefziekenhuis (Deventer) (Oldenielstraat)
- Sint Geertruidenziekenhuis (Singel)
- Sint Geertruidenziekenhuis (H.J.P. Fesevurstraat)

## Doetinchem
- Sint Jozefziekenhuis
- Wilhelminaziekenhuis

## Dokkum
- De Sionsberg (faillissement in 2014 - daarna werden onder de naam Sionsberg vestigingen van de zelfstandige behandelcentra DC Klinieken en Cardiologie Centra Nederland in het pand gevestigd)

## Dordrecht
- Rooms Katholiek Ziekenhuis
- Gemeenteziekenhuis, later het Merwedeziekenhuis
- Refaja ziekenhuis

## Ede
- Julianaziekenhuis

## Eindhoven
- Binnenziekenhuis
- Diaconessenhuis
- Rijks Psychiatrische Inrichting
- Sint Jozephziekenhuis

## Emmeloord
- Dr Jansenziekenhuis (Mc Groep)

## Emmen
- Diaconessenziekenhuis

## Enschede
- Ziekenzorg (later in gebruik als studentenwoningen, thans gesloopt)
- Ziekenzorg (Loc. De Ruyterlaan; nieuwbouw 1941; verbouwd tot Saxion Hogeschool 1981+)
- Ziekenzorg (Loc.Haaksbergerstraat; in gebruik 1981; 1988 onderdeel van Medisch Spectrum Twente)
- RK ziekenhuis St.Joseph  (locatie: Ariensplein)
- De Stadsmaten  (voortzetting Vorige; locatie idem; 1988 onderdeel van Medisch Spectrum Twente)
- Medisch Spectrum Twente/ziekenhuis Enschede (fusie van Ziekenzorg, De Stadsmaten);aan de organisatie ook toegevoegd: ziekenhuis Oldenzaal (v.m. Heil der Kranken), Dinkelziekenhuis Losser (als polikliniek), polikliniek Haaksbergen Wiedenbroek.

## Enkhuizen
- Snouck van Loosenziekenhuis

## Ermelo
- Ziekenhuis Salem

## Geleen
- Sint Barbaraziekenhuis

## Goes
- Ziekenhuis Bergzicht
- Sint Joanna ziekenhuis

## Gouda
- Bleulandziekenhuis
- Sint Jozefziekenhuis
- Militair Hospitaal
- Itersonziekenhuis
- Diaconessenhuis "De Wijk"
- Het Catharina Gasthuis

## Grave
- Sint Catharinagasthuis (Grave)

## Groenlo
- Sint Vincentius Ziekenhuis

## Groningen
- Diakonessenhuis
- Rooms Katholiek Ziekenhuis

## Haaksbergen
- St. Antonius Stichting, 1916-1963, daarna verpleeghuis

## Haarlem
- Mariastichting
- Sint Johannes de Deoziekenhuis
- Diaconessenhuis (later gevestigd in Heemstede)
- Kennemer Gasthuis
- Sint Elisabeth Gasthuis

## Harderwijk
- Boerhaaveziekenhuis
- Piusziekenhuis

## Harlingen
- Sint Jozefziekenhuis (Harlingen)

## Heemskerk
- Sint Jozefziekenhuis (Heemskerk)
- Sint Agnesziekenhuis als voorganger van het Sint Jozefziekenhuis

## Heerlen
- Sint Jozefziekenhuis

## Hengelo
- Sint Gerardus Majellaziekenhuis (gesloopt)

## 's-Hertogenbosch
- Carolusziekenhuis I
- Carolusziekenhuis II
- Protestants ziekenhuis
- Ziekenhuis Johannes de Deo
- Groot Ziekengasthuis

## Hilversum
- Diaconessenhuis
- Rooms Katholiek Ziekenhuis (Hilversum)
- Algemeen Ziekenhuis Zonnestraal
- Sanatorium Zonnestraal

## Hoogeveen
- Bethesdaziekenhuis (oud)

## Hoorn
- De Villa
- Stadsziekenhuis
- Streekziekenhuis

## Hulst
- Liefdehuis
- Sint Liduina Ziekenhuis

## Kampen
- Stadsziekenhuis/Stichting Engelenberg – tegenwoordig zit hier een polikliniek

## Laren
- Sint Jan ziekenhuis

## Leeuwarden
- Sint Bonifatius Hospitaal/ MCL-Noord
- Diaconessenhuis/ MCL-Midden
- Stadsziekenhuis
- Triotel
- "De Barakken", voormalig, semi-permanent lijkend gebouw voor besmettelijke ziekten. Aan de Boerhavestraat.

## Leiden
- Diaconessenhuis, Witte Singel, later Houtlaan (thans Alrijne Ziekenhuis Leiden)
- Hospice Wallon †, Rapenburg
- St. Elisabeth Ziekenhuis, Hooigracht (thans Alrijne Ziekenhuis, locatie Leiderdorp

## Lichtenvoorde
Sint Bonifacius Ziekenverpleging

## Losser
Dinkelziekenhuis

## Maastricht
- Ziekenhuis Sint Annadal

## Meppel
- Stadsziekenhuis, Havenstraat, tot 1937

## Middelburg
- Gasthuis

## Naarden
- Diakonessenhuis

## Nijmegen
- Wilhelminaziekenhuis (Nijmegen)

## Oss
- Sint Anna Ziekenhuis

## Oudenbosch
- Sint Elisabeth ziekenhuis

## Overveen
- Marinehospitaal

## Purmerend
- Liduinaziekenhuis
- Stadsziekenhuis

## Rhenen
- Julianaziekenhuis Veenendaal

## Roosendaal
- Gasthuis
- Charitas
- Franciscus Ziekenhuis

## Rotterdam
- Bergwegziekenhuis
- Bethesdaziekenhuis
- Boezembarakken, noodziekenhuis aan de Boezembocht
- Sint Clara Ziekenhuis, Olympiaweg Rotterdam-Zuid
- Coolsingelziekenhuis
- Van Dam-Ziekenhuis
- Daniel den Hoedkliniek
- Diaconessenhuis
- Eudokiaziekenhuis
- Sint Franciscus Gasthuis, aan de Schiekade
- Sophia Kinderziekenhuis, aan de Gordelweg
- Zuiderziekenhuis

## Schiedam
- Gemeenteziekenhuis
- Nolet Ziekenhuis
- Schieland Ziekenhuis

## Sittard
- Maaslandziekenhuis

## Sluiskil
- Sint Elizabeth Ziekenhuis

## Sneek
- Sint Antonius Ziekenhuis

## Tegelen
- St. Willibrord Ziekenhuis

## Terneuzen
- Julianaziekenhuis (Terneuzen)

## Tiel
- Sint Andreasziekenhuis
- Bethesda Ziekenhuis

## Tilburg
- St. Elisabeth Ziekenhuis Tilburg (oud)
- Mariaziekenhuis

## Utrecht
- Catharijnegasthuis (Utrecht)
- Militair Hospitaal Dr. A. Mathijsen (MHAM)
- Sint Antonius Ziekenhuis
- St. Joannes de Deo Ziekenhuis
- Stads en Academisch Ziekenhuis Utrecht
- Ooglijders Gasthuis
- Leeuwenbergh Gasthuis
- Wilhelmina Kinderziekenhuis

## Veghel
- Sint Josephziekenhuis

## Veldhoven
- Sint Josephziekenhuis

## Velsen
- Zeeweg Ziekenhuis

## Venlo
- Sint Josephziekenhuis

## Vlaardingen
- Holy Ziekenhuis

## Vlissingen
- Sint Josephziekenhuis
- Bethesdaziekenhuis (later Ziekenhuis Walcheren, nu Admiraal de Ruyterziekenhuis)

## Waalwijk
- St. Nicolaasziekenhuis

## Wageningen
- Ziekenzorg, nadien geheten Pieter Pauwziekenhuis

## Wassenaar
- Sint Ursula Kliniek, in 1923 als Sint Jacobus Stichting opgericht en in 1937 hernoemd tot Sint Ursula Kliniek

## Winterswijk
- Elisabethziekenhuis
- Algemeen Ziekenhuis

## Winschoten
- Lucasziekenhuis

## Woerden
- Rooms Katholiek Ziekenhuis
- Zuwe Hofpoort Ziekenhuis

## IJsselstein
- Ziekenhuis Isselwaerde

## Zaandam
- Johannesziekenhuis
- Julianaziekenhuis
- Sint Jan ziekenhuis

## Zutphen
- Algemeen ziekenhuis
- Sint Walburgis ziekenhuis

## Zwolle
- Sophia Ziekenhuis, Rhijnvis Feithlaan tot 1972 (nu ArtEZ Art & Design Zwolle), daarna op huidige locatie Isala
- De Weezenlanden, later onderdeel Isala, locatie gesloten in 2014